# New Hope Club
''New Hope Club"  es un grupo británico formado en 2015. Está compuesto por Blake Richardson , George Smith  y Reece Bibby. A mediados del año 2017 lanzaron su primer EP  llamado "Welcome To The Club".

## Historia
La banda fue formada a partir del popular grupo formado en 2012 The Vamps. En 2014, anunciaron que estaban en busca de jóvenes dispuestos a formar una banda para actuar como sus teloneros. A partir de allí, fue creado The Tide, y George Smith y Blake Richardson formaron New Hope Club en octubre de 2015. En noviembre de 2015, Bibby se unió a New Hope Club. Así, el 4 de octubre de 2015 firmaron con Steady Records, Disney y Virgin EMI Records. Ese mismo día, fue publicado en YouTube su primer vídeo, una versión de la canción "Wake Up" de The Vamps.
Un pequeño tiempo después hicieron su audiencia crecer abriendo la "Club Cam", una serie de blogs en la que explicaban su día a día. Después de dos años de gira con The Vamps por todo el mundo, a principios de 2017 publicaron su primer sencillo, "Perfume". Pocas semanas después, fue publicado el vídeo de su canción "Make Up", aunque ésta jamás llegó a ver la luz en Spotify o iTunes.
Más tarde, salió su primer EP, llamado "Welcome To The Club" que incluía cuatro canciones: "Fixed" -que sería su próximo sencillo-, "Perfume", "Water" -que salió el 6 de octubre de 2017- y "Friend Of A Friend". La banda pasó 10 semanas en la lista Billboard Next Big Sound, llegando al número 5 el 16 de septiembre de 2017. En los Teen Choice Awards 2017, fueron nominados para Choice Next Big Thing. fueron teloneros de Martina Stoessel en Alemania y continuaron su serie de conciertos como apertura para The Vamps en su Middle Of The Night Tour.
La banda tocó sus primeros conciertos en el O2 Shepherd's Bush Empire, en Londres, el 1 y el 2 de junio de 2018. Los shows se agotaron y fueron apoyados por Max & Harvey y RoadTrip.
En septiembre de 2018 sacaron su nueva canción “Crazy".
El 14 de febrero de 2020 lanzaron su primer álbum llamado "New Hope Club", para luego, el 14 de agosto, lanzar la versión extendida con 6 canciones adicionales.

## Discografía

### Extended plays
| Title               | Notes                                                                                   |
| ------------------- | --------------------------------------------------------------------------------------- |
| Welcome to the Club | - Release date: 2 de mayo de 2017 - Label: Steady/Hollywood - Formats: Digital download |

| Title                      | Notes                                                                             |
| -------------------------- | --------------------------------------------------------------------------------- |
| Welcome to the Club Part 2 | - Release date: 30 Oct 2018 - Label: Steady/Hollywood - Formats: Digital download |

## Sencillos
| Título                          | Año  | Álbum                                         |
| ------------------------------- | ---- | --------------------------------------------- |
| "Perfume"                       | 2017 | Welcome to the Club EP                        |
| "Make Up"                       | 2017 |                                               |
| "Fixed"                         | 2017 | Welcome to the Club EP                        |
| "Water"                         | 2017 | Welcome to the Club EP                        |
| "Fixed" (Bradley Simpson Remix) | 2017 |                                               |
| "Whoever He Is"                 | 2017 |                                               |
| "Good Day"                      | 2018 | Early Man: Original Motion Picture Soundtrack |
| "Tiger Feet"                    | 2018 | Early Man: Original Motion Picture Soundtrack |
| "Start Over Again"              | 2018 |                                               |
| "Medicine"                      | 2018 |                                               |
| "Crazy"                         | 2018 |                                               |
| "Permission"                    | 2019 |                                               |

## Videos
| Título                           | Año  | Director(s)   | Ref.   |
| -------------------------------- | ---- | ------------- | ------ |
| "Perfume"                        | 2017 | Dean Sherwood | [ 3 ]  |
| "Make Up"                        | 2017 | Dean Sherwood | [ 4 ]  |
| "Fixed'"                         | 2017 | Ed Rigg       | [ 5 ]  |
| "Water"                          | 2017 | Dean Sherwood | [ 6 ]  |
| "Fixed (Brad Simpson) Remix"     | 2017 | Joshua Tanner | [ 7 ]  |
| "Whoever He Is (Christmas Song)" | 2017 | Dean Sherwood | [ 8 ]  |
| "Good Day"                       | 2018 | Dean Sherwood | [ 9 ]  |
| "Tiger Feet" (lyric video)       | 2018 | Chris Philips | [ 10 ] |
| "Tiger Feet"                     | 2018 | Dean Sherwood | [ 11 ] |
| "Start Over Again"               | 2018 | Dean Sherwood | [ 12 ] |
| "Medicine"                       | 2018 |               | [ 13 ] |